# Сельскохозяйственный университет Исландии
Сельскохозяйственный университет Исландии (исл. Landbúnaðarháskóli Íslands, слушатьо файле; (сокращённо LbhÍ) — один из ведущих вузов Исландии в г. Кваннейри, национальный центр исландской науки и образования в области сельского хозяйства, один из старейших университетов страны. В 2005 годах претерпел реорганизацию, включив в свой состав институт сельскохозяйственных исследований (исл. Rannsóknarstofnun Landbúnaðarins) и государственный колледж садоводства (исл. Garðyrkjuskólans á Reykjum í Ölfusi). Большинство объектов университета находится в Кваннейри, недалеко от Боргарнеса, но несколько кафедр и научно-исследовательских станций расположены в других местах, в том числе в Рейкьявике, Аурнессисле и Ейфьяздарсисле. На базе университета проводится ежегодная сельскохозяйственная выставка.

## История
В XIX веке потребность в учебном заведении сельскохозяйственного профиля для подготовки специалистов в области животноводства в Исландии стояла достаточно остро. До определенного момента эта проблема решалась подготовкой кадров в Великобритании и Дании, пока летом 1889 года Парламент Исландии не поднял этот вопрос на обсуждение. В результате был принят законопроект о выделении значительных средств для создания сельскохозяйственного образования в Исландии.
Деньги были выданы Сельскохозяйственному банку Исландии, при условии, что банк пригласит специалиста из Дании, который имел бы хорошие теоретические в области молочного хозяйства и опыт работы в лучших молочных хозяйствах Дании. Этот человек, по приезде в Исландию, должен был заняться созданием учебно-производственной молочной фермы. Эта ферма должна была стать не только образцом для подражания для исландских фермеров, но и давать бесплатное образование в области молочного хозяйства и производства молочных продуктов (сыр, масло и т. п.). Цель образования должна была заключаться в подготовке учеников «таким образом, чтобы они могли взять на себя производство молочных продуктов по всей стране».
Для Исландии — сравнительно молодого вулканического острова, где преобладают скалы, каменистые пустоши, лавовые поля и ледники, наличие хорошей кормовой базы играло важную роль, ведь учебная ферма должна была стать лучшей в стране. Поэтому Парламент принял решение разместить сельскохозяйственную школу (исл. Búnaðarskóla Suðuramtsins) в городе Кваннейри, который был знаменит на всю Исландию своими большими и пышными пойменными лугами вдоль реки Квитау (исл. Hvítá).
Учеба в школе началась осенью 1900 года. Обучение было бесплатным, но ученикам необходимо было платить за питание и проживание на период обучения, который должен был составлять всего три месяца. Первым, и в начале единственным, учеником школы стала Гвюдлёйг Оускарсдоухтир (исл. Guðlaug Óskarsdóttir) из Рейкьявика. Затем появились и другие ученики, и уже в начале 1901 года пришлось построить общежитие для студентов и преподавателей. Параллельно с увеличением числа студентов шло увеличение и улучшение учебно-производственной базы — кроме учебных помещений, коровников, силосных башен, помещений для дойки, лечения и осмотра скота, был также построен сырный погреб, помещение для производства масла и некоторые другие.
В ночь на 6 октября 1903 года произошел пожар, который принес огромный ущерб для школы — были полностью сожжены многие здания и повреждено оборудование. На внеочередном заседании Парламента решался вопрос о временном переносе учёбы в Рейкьявик, но всё же было решено заняться восстановлением школы в Кваннейри. Уже 18 октября было подготовлено временное жильё для студентов и преподавателей, а 19 октября в уцелевшем амбаре начались теоретические занятия и практика по технике дойки. К восстановлению школы подключились многие исландцы и исландские компании, и уже к лету 1904 года Сельскохозяйственная школа была полностью восстановлена. Осенью 1904 года занятия начались в полном объеме в новых помещениях. Срок обучения в школе был продлен до 8 месяцев, были также введены различные общеобразовательные предметы, такие как природоведение, математика, физкультура.
В 1905 году Сельскохозяйственное училище взяло под свой присмотр Кваннейраркиркью, которая до этого находилась во владении исландских властей (церковь в Исландии является государственной и всегда находилась на полном попечении государства); такой уклад хозяйственного управления церковью сохраняется до сих пор.
.
В 1907 году в школе начались научные исследования, в частности разрабатывались экспериментальные методы переработки молока, исследовались различные методы предохранения масла от прогоркания и влияние питания ската на качество масла. Также исследовался эффект смешения овечьего и коровьего молока для приготовления сливочного масла.

## Описание
Сельскохозяйственный университет Исландии это государственный образовательный и научно-исследовательский университет в области сельского хозяйства и окружающей среды. В настоящее время подготовка кадров со средним и высшим профессиональным образованием в университете осуществляется на дистанционной и очной форме обучения по 6 специальностям профессионально-технического образования, 6 направлениям подготовки бакалавров и 5 магистерским направлениям.
В рамках реализуемых специальностей открыто последипломное и дополнительное образование. В образовательную структуру института входят три факультета, 10 кафедр, учебно-методический и научный отделы, исследовательские станции, отделы аспирантуры и магистратуры, дополнительного и дистанционного образования. В институте работает около 50 преподавателей, из которых 15 докторов наук, профессоров и кандидатов наук, доцентов.
Обучение в сельскохозяйственном университете Исландии бесплатное, студенты оплачивают лишь ежегодный вступительный взнос. В вузе не предусмотрена выплата стипендий, но у студентов есть возможность получения ссуды на обучение, которую они могут отдавать после окончания обучения. Для студентов магистерских и докторских программ в университете предусмотрена возможность получения грантов на проведение исследований.
Обучение в вузе ведётся на исландском языке. По окончании обучения в университете выпускникам присуждается степень бакалавра, магистра и доктора (кандидата) наук.

## Факультеты
Сельскохозяйственный университет Исландии включает в себя 3 факультета:

### Факультет окружающей среды
Факультет окружающей среды самый молодой в сельскохозяйственном университете Исландии. Факультет занимается подготовкой специалистов в области рационального использования природных ресурсов, экологии окружающей среды, национальных парков и охраняемых природных территорий. Всего есть три кафедры в составе факультета:
- Природоведения и окружающей среды
- Лесной экологии и управления природными ресурсами
- Ландшафтной экологии

### Факультет земельных и животных ресурсов
Факультет земельных и животных ресурсов готовит специалистов в области животноводства. Имеется две кафедры:
- Животноводства
- Коневодства

### Факультет профессионального и непрерывного сельскохозяйственного образования
Факультет имеет самую длительную историю существования в сельскохозяйственном университете Исландии и прослеживает свои корни в сельскохозяйственной школе в Сюдюрамте (исл. Búnaðarskóla Suðuramtsins) и колледже садоводства в Рейкире (исл. Garðyrkjuskólans á Reykjum).
В составе факультета имеются кафедры:
- Цветоводства
- Фермерского хозяйства
- Садоводства
- Леса и окружающей среды
- Ландшафтного дизайна

Все кафедры находятся в Кверагерди (исл. Hveragerði) и организационно объединенные в Школу садоводства, только кафедра фермерского хозяйства находится в Кваннейри и использует для обучения студентов помещения, ранее принадлежащие институту сельскохозяйственных исследований.